# Dominique Sarron
Pour les articles homonymes, voir Sarron.
Dominique Sarron, né le 27 août 1959 à Riom, est un pilote de vitesse moto français.
Il mena sa carrière de pilote Grand Prix en parallèle avec les courses d'endurance.
Sa meilleure année a été en 1986 lorsqu'il a remporté le Grand Prix d'Angleterre et a terminé en troisième place dans le championnat du monde 250 cm³ derrière Carlos Lavado et Sito Pons. Il a remporté deux courses en 1988 pour Honda et a terminé la saison au quatrième rang du championnat du monde.
Après sa carrière de Grand Prix où il prit 85 départs, Dominique se tourne définitivement vers les courses d'endurance moto. 

Il est le frère cadet de Christian Sarron, un autre pilote de moto de course en Grand Prix. En 1994, il s'associe avec son frère et remporte la prestigieuse course d'endurance, le Bol d'or, course qu'il gagne 7 fois. 
En 1994, il crée et anime le Centre de Pilotage Dominique Sarron à Riom (Puy-de-Dôme) pour la formation de pilotes en conduite sur circuit. 
 En 2009, pour faire évoluer son centre de pilotage, il s'associe avec deux autres pilotes (Cyril Huvier et David Sciberras) et le « centre de pilotage Dominique Sarron » devient « Le centre de Pilotage H2S ».

## Participation aux Grand Prix
- 10 Grand Prix pendant la saison 1985, en 250 cm3 avec Honda ;
- Saison 1986, en 250 cm3(2 Grand Prix avec  Yamaha et 9 avec Honda) ;
- Saison 1987, en 250 cm3 avec Honda ;
- Saison 1988, en 250 cm3 avec Honda ;
- 12 Grand Prix pendant la saison 1989, en 500 cm3 avec Honda ;
- 11 Grand Prix pendant la saison 1990, en 250 cm3 avec Honda ;
- 3 Grand Prix pendant la saison 1991, en 250 cm3 avec Yamaha ;
- 12 Grand Prix pendant la saison 1992, en 500 cm3 avec Yamaha.

## Palmarès
- 3e du championnat du Monde 250 cm3 en 1986
- 4 victoires en Grand Prix
  - GP d'Angleterre 250 cm3 1986
  - GP du Brésil 250 cm3 1987
  - GP des Nations 250 cm3 1988
  - GP du Brésil 250 cm3 1988
- Bol d'or 1981, 1983, 1986, 1987, 1988, 1993 et 1994
- 24 Heures Moto 1987
- 8 Heures de Suzuka 1986 et 1989
- 24 Heures de Liège moto 1991
- MotoTour 2003

## Sources
- (en) Cet article est partiellement ou en totalité issu de l’article de Wikipédia en anglais intitulé « Dominique Sarron » (voir la liste des auteurs).